# Sabaúna
Sabaúna é um distrito do município brasileiro de Mogi das Cruzes, que integra a Região Metropolitana de São Paulo.

## História

### Origem
O distrito foi fundado por Álvaro Luiz do Valle, Capitão-mór da Capitania de São Vicente, procurador e sesmeiro do Conde de Monsanto. Donatário da capitania, doou ao Convento do Carmo de Mogi as terras que mais tarde abrigariam Sabaúna. Essa Sesmaria constava de légua e meia de testada (frente) e uma légua de sertão. Muitos anos depois, em 1768, Frei Thomé Alves de Christo comprou mais uma gleba junto à anterior. A nova área tinha trezentas braças de testada e meia légua de sertão e o frade em questão pagou por ela aos seus proprietários (Ignácio Pedroso e sua mulher Antonia do Rosário) certa quantia em dinheiro.
A partir de então, a propriedade passou a ser beneficiada pelos Frades do Carmo e dela vinham todos os mantimentos para o sustento dos religiosos e dos escravos que viviam no Convento de Mogi. Além de gêneros, a fazenda rendia ao Carmo, da mesma forma, boa quantia em dinheiro. Em 1826, por exemplo, ela produziu milho, feijão, arroz, amendoim, cana e algodão.
Sabaúna vem da palavra Tamba Una em tupi e significa Concha Preta, tipo de concha muito comum no Ribeirão Guararema, que corta o distrito.

### Núcleo colonial

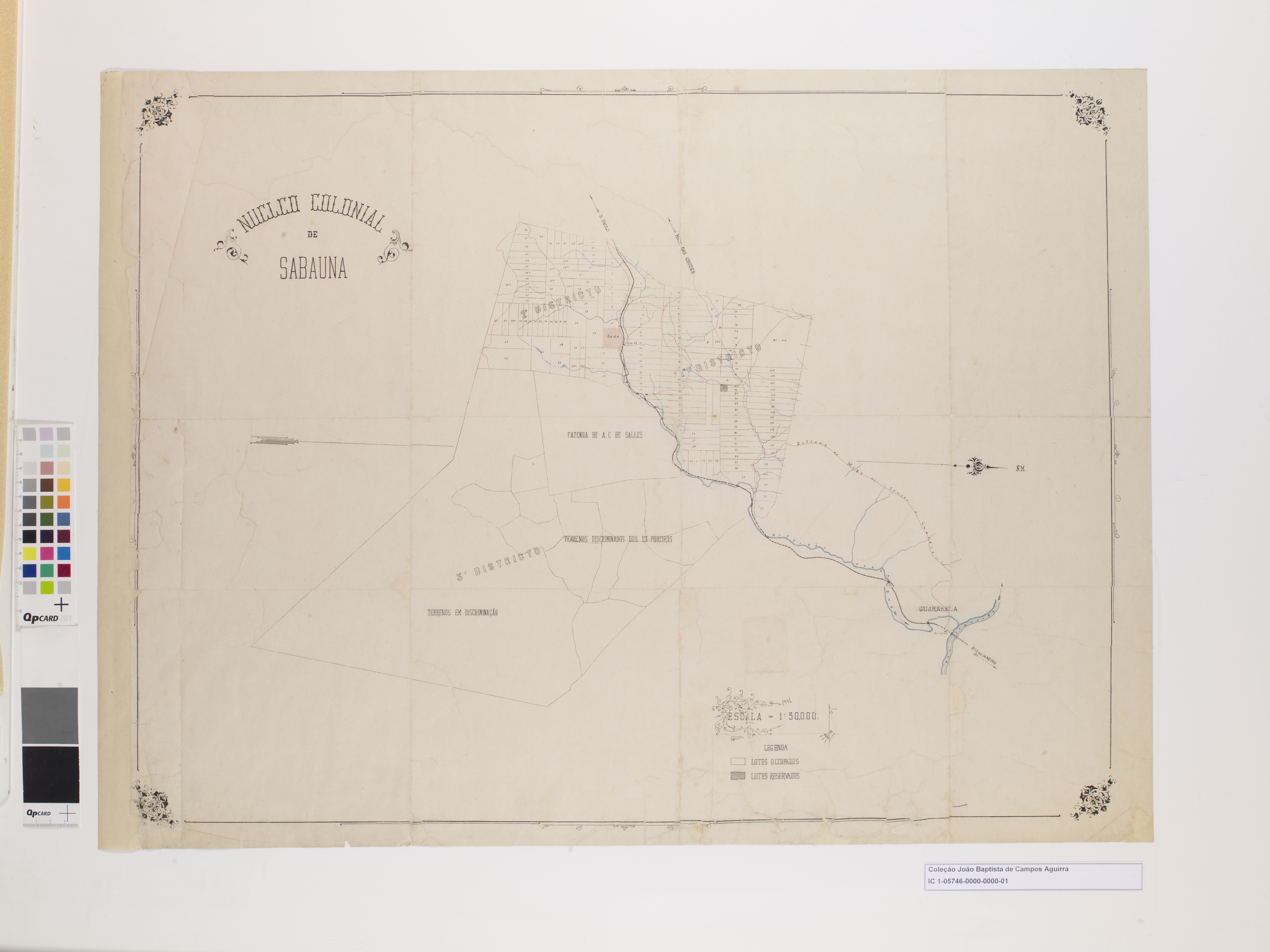
Planta do Núcleo Colonial de Sabaúna.

Em fins do século 19, no entanto, o governo estadual resolveu adquirir aos frades do Carmo a sua fazenda de Sabaúna. E o fez - segundo o Relatório de 14 de Abril de 1893, do então Secretário da Agricultura, Doutor Jorge Tibiriçá - mediante permuta por Dez Apólices da Dívida Pública.
A 23 de abril de 1893 uma comissão nomeada pelo Governo do Estado dava início aos trabalhos de medição da fazenda e em 12 de dezembro daquele ano tinha início o serviço de colonização, com uma família de tiroleses, de quatro pessoas.
Nascia assim o Núcleo Colonial de Sabaúna, que já em 1900 tinha 1.111 habitantes, dos quais 597 homens e 514 mulheres. Das famílias ali estabelecidas nesse ano, setenta e cinco eram brasileiras, oitenta espanholas, vinte e oito italianas, nove alemãs, duas francesas, uma belga, duas austríacas, uma africana e três portuguesas, num total de duzentas e uma famílias.

### Formação administrativa
- Distrito criado pela Lei nº 1.758 de 27/12/1920, com sede na povoado de Sabaúna[4].

### Pedido de emancipação
O distrito tentou a emancipação político-administrativa e ser elevado à município, através de processo que deu entrada na Assembléia Legislativa do Estado de São Paulo no ano de 1963, mas como não atendia os requisitos necessários exigidos por lei para tal finalidade, o processo foi arquivado.

## Geografia

### População urbana
| Crescimento população urbana | Crescimento população urbana | Crescimento população urbana | Crescimento população urbana |
| Censo                        | Pop.                         |                              | %±                           |
| ---------------------------- | ---------------------------- | ---------------------------- | ---------------------------- |
| 1934                         | 212                          |                              |                              |
| 1940                         | 463                          |                              | 118,4%                       |
| 1950                         | 478                          |                              | 3,2%                         |
| 1960                         | 912                          |                              | 90,8%                        |
| 1970                         | 1 436                        |                              | 57,5%                        |
| 1980                         | 4 386                        |                              | 205,4%                       |
| 1991                         | 2 079                        |                              | −52,6%                       |
| 2000                         | 2 257                        |                              | 8,6%                         |
| 2010                         | 2 395                        |                              | 6,1%                         |
| Fonte: IBGE e Fundação SEADE |                              |                              |                              |

### População total
Pelo Censo 2010 (IBGE) a população total do distrito era de 14 511 habitantes.

### Área territorial
A área territorial do distrito é de 78,855 km².

## Infraestrutura

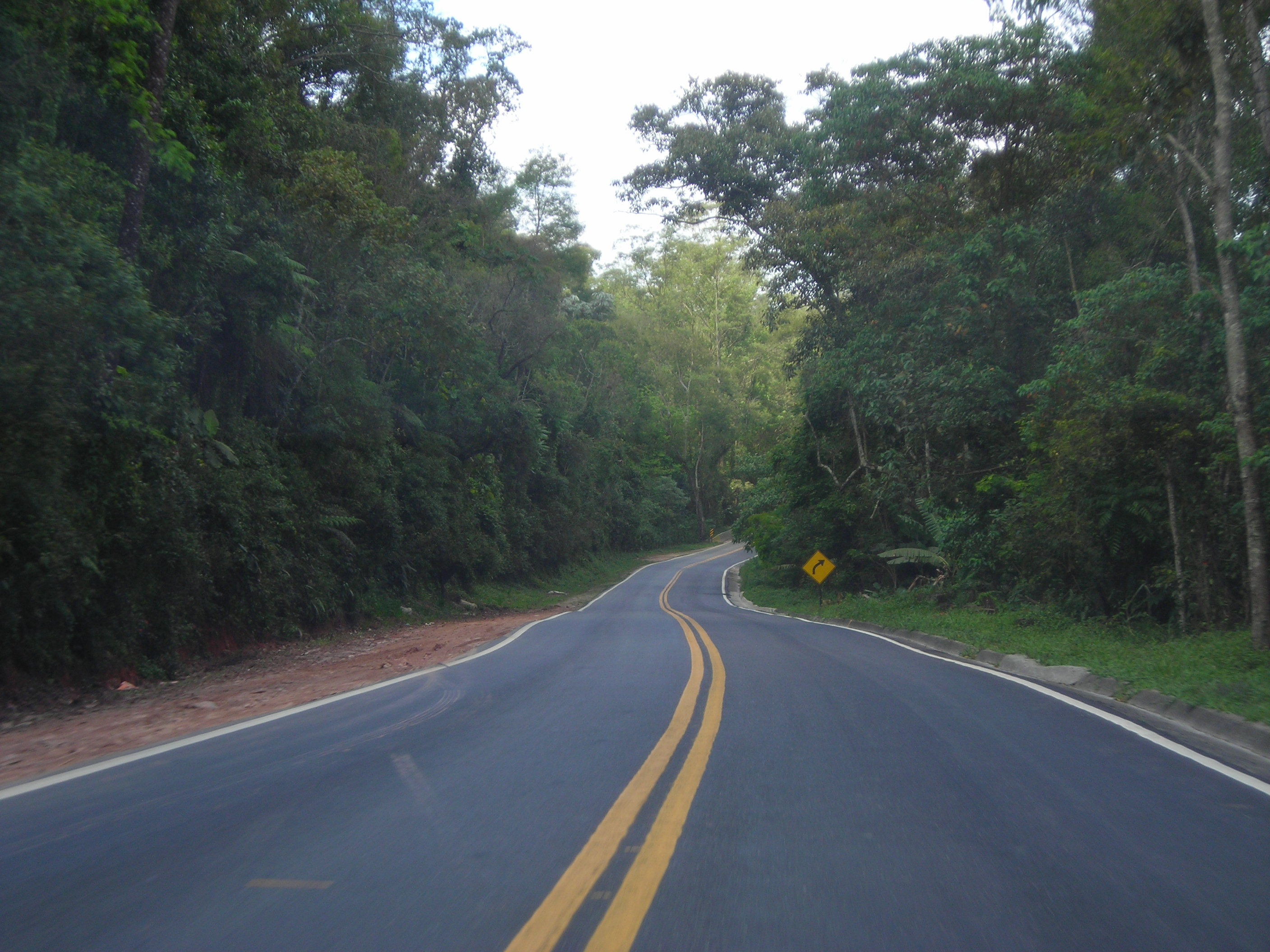
Trecho da SP-66 entre Sabaúna e Mogi das Cruzes.

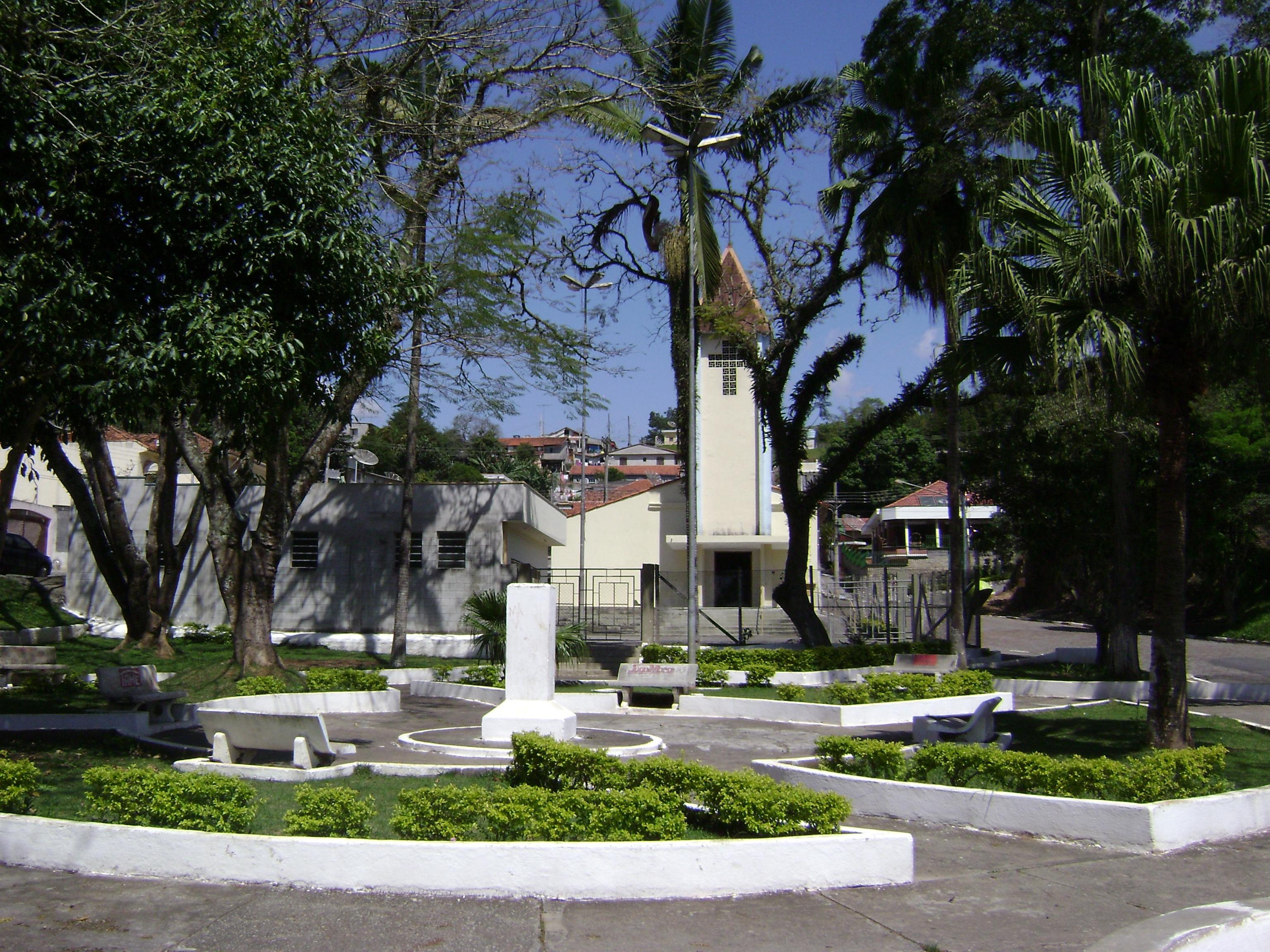
Praça central e Igreja de Nossa Senhora do Carmo.

### Rodovias
O principal acesso ao distrito é a SP-66 (Rodovia Mogi-Guararema).

### Ferrovias
Ramal de São Paulo (Estrada de Ferro Central do Brasil), sendo a ferrovia operada atualmente pela MRS Logística.

### Saneamento
O serviço de abastecimento de água é feito pela Companhia de Saneamento Básico do Estado de São Paulo (SABESP).

### Energia
A responsável pelo abastecimento de energia elétrica é a EDP São Paulo, antiga Bandeirante Energia.

### Telecomunicações
O distrito era atendido pela Companhia Telefônica da Borda do Campo (CTBC), que inaugurou a central telefônica utilizada até os dias atuais. Em 1998 esta empresa foi vendida juntamente com a Telecomunicações de São Paulo (TELESP) para a Telefônica, que em 2012 adotou a marca Vivo para suas operações.

## Atividades econômicas
O distrito de Sabaúna está sendo estruturado para se tornar um pólo turístico. Possui uma excelente infra-estrutura, que proporciona qualidade de vida aos seus habitantes, baixa densidade demográfica e pouco tráfego de veículos, fator que tem atraído moradores da Capital Paulista para residirem no distrito. O distrito possui ainda diversas propriedades rurais e um setor industrial. O bairro do Botujuru, que durante muitos anos foi conhecido por ser um tradicional produtor de cogumelos, também pertence ao distrito.

## Atrações turísticas

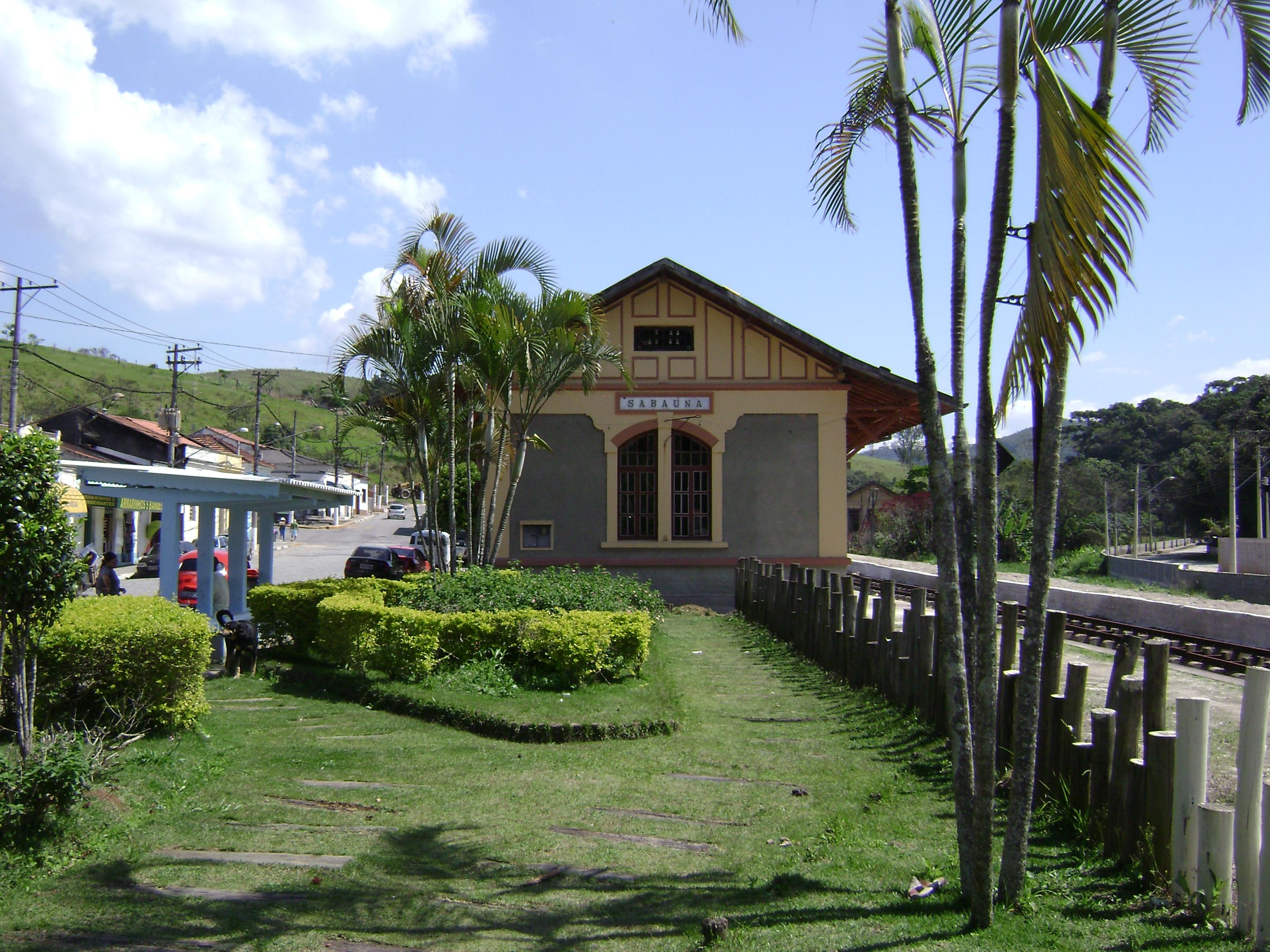
Estação Ferroviária de Sabaúna.

### Trem turístico
O Trem Turístico, que ligará os distritos de Sabaúna e César de Sousa, faz parte de um projeto da ANPF - Associação Nacional de Preservação Ferroviária.
Esta instituição possui um departamento de Ferromodelismo, que promove encontros mensais, com o intuito de promover a preservação da história das ferrovias através do hobby.